# Hypokalaemia
Hypokalaemia (latin/görög) 276.8, orvosi szakkifejezés arra az állapotra utal, amikor a vérben a kálium (K+) koncentrációja alacsony. A hypo- előtag "kevés, alatt" (ellentéte a hyper-, melynek jelentése "sok, túlzott"); kal- a káliumra utal, mely a kálium újlatin neve, végül az -emia jelentése "vérűség, ill. vér állapotá"-t leíró kifejezés.
A vérplazma ill. az extracelluláris tér fiziológiás kálium koncentrációja nyugalomban (fizikai aktivitás hiányában) kb. 3,5–5,0 mmol/L. Átlagosan 10-20 liter extracelluláris folyadék térfogattal számolva ez összesen 40-80 mmol sejten kívüli kálium tartalomnak felel meg, ami a test összes kálium tartalmának mindössze 2%-a. A test kálium tartalmának (kb. 3000 mmol) a 98%-a ugyanis a sejten belül helyezkedik el. A laboratóriumi medicinában és az NIH szerint is a vérplazma normál kálium értéke a 3,7-5,2 mmol/L tartományban mozog. A sejten belüli és sejten kívüli koncentráció különbséget a Na+/K+-ATPáz tartja fenn.

## Tünetek
Az enyhe hypokalaemia gyakran tünetmentes, bár néha okozhat enyhe vérnyomásemelkedést, és alkalmanként szív ritmus zavarokat. Mérsékelt a hypokalaemia, amikor a vérplazma kálium koncentrációja 2,5-3 mmol/L (normál tartomány: 3,5-5,0 mmol/L), izomgyengeséget, izomfájdalmat, és izomgörcsöket (a vázizomzat működésének zavara), valamint szorulást (a simaizomzat működésének zavara) válthat ki. Még súlyosabb hypokalaemia, petyhüdt bénulást és hyporeflexiát eredményezhet. Beszámoltak olyan rhabdomyolysis esetekről, melyben extrém alacsony kálium szintet (kisebb, mint 2 mmol/L) mértek. A vázizomzat működésének súlyos zavarára utal, hogy a légzőizmok gyengesége következtében légzési elégtelenség lép fel nagyon sok betegnél.
A hypokalaemiával járó elektrokardiográfiás (EKG) elváltozások a következők: lapos vagy invertált T hullám, U hullám megjelenése, ST depresszió és kiszélesedett PQ intervallum. A kamrai Purkinje rostok megnyúlt repolarizációja következtében magas U hullám alakul ki, ami gyakran a T hullámmal összeolvadva megnyúlt QT intervallum benyomását kelti.

## Hypokalaemia okai
hypokalaemia az alábbi kóros állapotok következtében alakulhat ki:

### Elégtelen kálium felvétel
- Talán a legnyilvánvalóbb ok az elégtelen kálium fogyasztás (pl. alacsony káliumtartalmú étrend) vagy éhezés (böjt). Azonban a szervezetből testnedvek révén eltávozó jelentős kálium veszteség nélkül ez a tényező meglehetősen ritka oka a hypokalaemiának.

### Gyomor-bél rendszeren/testnedvekkel történő veszteség
- Súlyos kálium veszteség sokkal gyakoribb oka az, amikor a szervezet jelentős mennyiségű folyadékot veszít. Ennek tipikus esete a hányás, hasmenés (diarrhea), fokozott verejtékezés (perspiratio), gasztrointesztinális fistula révén vagy sebészi beavatkozás során történő folyadékvesztés. Bár az elveszített folyadék K+ tartalma nem feltétlenül magas, a folyadékveszteséget kompenzálandó fokozott aldoszteron elválasztás (secunder hyperaldosteronismus) hatására Na+ és víz  retineálódik, és fokozódik a K+ valamint a H+ renalis kiválasztása, ami hypokalaemiához és metabolikus alkalosishoz vezet.
- A hypokalaemia egyéb, gasztrointesztinális, illetve endokrinológiai oka lehet még inzulin-termelő tumor (insulinoma). Bármilyen etiológiájú hyperinsulinizmus növeli a hypokalaemia kockázatát, ezért ennek veszélyét figyelembe kell venni kiszáradt betegnek történő inzulin adásánál.

### Vizelet veszteség
- Bizonyos gyógyszerek igen kifejezett kálium veszteséget válthatnak ki a vizelettel történő fokozott K+ ürülés miatt. Vízhajtók diuretikumok, mint a thiazidok (pl. hydrochlorothiazid) vagy a kacs diuretikumok (pl. furosemid) nagyon gyakran okoznak hypokalaemiát. Más gyógyszerek, mint pl. a gombaellenes amphotericin B, vagy a rákgyógyszer cisplatin, szintén okozhatnak hosszan tartó makacs hypokalaemiát.
- A káliumvesztés egy különleges esete jön létre kezeletlen ill. elhanyagolt cukorbetegség egy súlyos fázisában (diabeteszes ketoacidózis). Úgy alakul ki hyperkalaemia, miközben a test összes kálium tartalma csökken, vagyis a sejteken belüli kálium tartalom is jelentősen csökken. Mindamellett, hogy a vizelettel a gyakori vizelés polyuria miatt csökken a szervezet össz folyadéktartalma, így a K+ tartalma is, egy szükségszerű veszteség adódik abból is, hogy a tubulusokba ürülő negatív töltésű keton testeknek (pl. β-hydroxybutyrát) kation párra van szüksége.
- Hypomagnesaemia is képes hypokalaemiát okozni. A magnézium ugyanis szükséges a megfelelő kálium transzporthoz. Ez akkor válik nyilvánvalóvá, mikor hypokalaemia fennmarad mesterséges kálium pótlás mellett is, ami egyéb elektrolit zavarral is párosulhat.
- Alkalózis két mechanizmussal okozhat átmeneti hypokalaemiát. Egyrészt az alkalózis eltolja a káliumot a vérplazmából és intersticiális térből a sejtek belsejébe; feltehetően a fokozott Na+-H+ kicserélődés és a következményes Na+/K+-ATPáz aktivitás fokozódása révén.[5] Másrészt a HCO3- koncentráció hirtelen emelkedése (amit pl. hányás válthat ki) túlhaladja a vese proximális tubulusainak az anion reabszorptiós képességét, így a kálium szükségszerűen ürül, mint a bikarbonát kation párja.[6] Metabolikus alkalózis gyakran párosul a szervezet folyadéktartalmának csökkenésével, tehát a mellékvese aldoszteron mechanizmusának aktiválódása révén szintén jelentős lehet a K+ veszteség.
- Kórós állapotok, melyek abnormálisan magas aldoszteron szekrécióval járnak, hypertóniát és jelentős K+ veszteséget okozhatnak a fokozott renális K+ kiválasztás révén. Ilyen állapotok pl. a vese artériák beszűkülése (renális artéria stenosis) és olyan, általában nem rosszindulatú mellékvesekéreg daganatok, melyek a zona glomerulosában növekednek pl. Conn szindróma (primér hyperaldoszteronizmus). Cushing-szindróma szintén hypokalaemiához vezethet, mivel a kortizol kötődik a Na+/K+-ATPázhoz és hasonlóan az aldoszteronhoz, fokozza annak aktivitását. Magas vérnyomás és hypokalaemia figyelhető meg kettes típusú 11-beta-hydroxysteroid dehydrogenáz enzim hiányában, amikor a kortizol az aldoszteron receptorokat is ingerelhet. Ez a hiánybetegség úgy ismert, mint apparent mineralocorticoid excess szindroma (AME), mely lehet veleszületett (génhiba következménye), vagy szerzett. Szerzett formáját a glycyrrhizin nevű vegyület túlzott fogyasztása válthatja ki, mely édesgyökér kivonatában fordul elő, de egyes növényi eredetű édesítőkben, így bizonyos cukorkákban és rágó dohányban bagó is megtalálható. A folyamat reverzibilis, és a glycyrrhizin fogyasztás felfüggesztése normalizálja az enzim aktivitását.
- A vese ion transzporterek ritka veleszületett defektusa is okozhat hypokalaemiát, ezek a Bartter-szindróma vagy Gitelman-szindróma. Hatásmechanizmusuk hasonló a vízelethajtókéhoz. A primér hyperaldoszteronizmussal járó kóros állapotokkal ellentétben azonban Bartter vagy Gitelman szindrómákban a vérnyomás normális vagy éppen alacsony is lehet.

### Az extracelluláris/intracelluláris kálium eloszlás megváltozása
- Az alkalózison kívül egyéb tényezők is eltolhatják az extracelluláris K+ ionokat az intracelluláris kálium raktárak irányába feltehetően a Na-K-ATPáz fokozott aktivitása révén.[5] Ezek hormonok és gyógyszerek lehetnek, mint pl. az inzulin, adrenalin, és más béta agonisták (pl. salbutamol vagy salmeterol), és a xantinok (pl. teofillin).[7]
- Az izom ioncsatornák és transzporterek egy ritka veleszületett károsodása a periodikus hypokalaemiás paralyzis, mely időnként súlyos hypokalaemiás rohamokban és izomgyengeségben nyilvánul meg. Ez a defektus fokozott érzékenységet jelent a katecholaminok és/vagy inzulin és/vagy pajzsmirigy hormonok kiváltotta kálium szint változásokra, mely mindegyike serkenti a kálium ionok extracelluláris térből az izomsejtekbe történő vándorlását.

### Egyéb/nem besorolható
- Számos közlemény leírja, hogy súlyos hypokalaemia alakulhat ki extrém mennyiségű (4-10 l/nap) kóla elfogyasztása után.[8] A hypokalaemia sokak szerint a koffein diuretikus hatásának[9] és a rengeteg folyadékfelvétel kombinációjának köszönhető, de ugyanúgy köze lehet a túlzott fruktóz bevitel okozta hasmenésnek diarrhea is.[10][11] Élettani kompenzációs mechanizmus a fokozott széndioxid fogyasztásra az, hogy a kálium (a kalciummal együtt) segít kompenzálni az acidózist, amely megfigyelhető szénsavas üdítőitalok folyamatos és túlzott fogyasztása kapcsán.

### Pseudohypokalaemia
- A pseudohypokalaemia egy laboratóriumi műtermék, amely a vérminta levétele után in vitro alakul ki. Olyan csökkenést jelent a vérplazma kálium koncentrációjában, amelyik a vérmintában előforduló, metabolikusan aktív sejtek fokozott kálium felvételének a következménye. Akkor fordul elő, ha a vérmintát feldolgozás előtt órákon keresztül melegen tartják.[12]

## Pathofiziológia
A kálium számos izom- és idegélettani folyamatban nélkülözhetetlen szerepet játszik. Az intra- és extracelluláris tér között fennálló koncentráció különbség alapvető jelentőséggel bír az idegi elektromos működésekben, nevezetesen a kálium sejtből történő kiáramlására van szükség ahhoz, hogy a sejtmembrán feszültsége visszatérjen akciós potenciált követően a nyugalmi értékre. Az alacsonyabb extracelluláris kálium szint túlzottan polarizálja a sejtet, hyperpolarizáció lép fel. Ez a hyperpolarizáció a Nernst és a Goldman egyenletek alapján érthető meg. Végeredményben a polarizáltabb állapot azt jelenti, hogy elvileg erősebb ingerre van szükség a sejtmembrán depolarizációjához, mely elengedhetetlen az akciós potenciál kialakulásában.
A hypokalaemia valóban a szívizom sejtek nyugalmi membránpotenciáljának csökkenését (hyperpolarizáció) okozza. A szokásosnál alacsonyabb membránpotenciál azonban a pitvarokban arrythmiát idézhet elő, mert a nátrium csatornák fokozottabb inaktivációja révén az akciós potenciál kialakulása sokkal biztosabbá válik. A nátrium csatornák inaktivációja miatt ugyanis kevesebb töltésmennyiségre van szükség a sejtmembrán depolarizációjához. Ráadásul a csökkent extracelluláris kálium koncentráció paradox módon gátolja az IKr kálium áramot és késlelteti a kamrai repolarizációt. Ez a megkésett repolarizáció elősegíti a reentrant típusú arrhythmiák kialakulását.

## Kezelés
A kezelésben a legfontosabb szempont a célzott oki terápia úgy, mint a táplálék összetételének javítása, a hasmenés kezelése, a káros mellékhatású gyógyszer adagolásának felfüggesztése stb. Az a beteg, amelyiknél kálium veszteség mechanizmusa nem nyilvánvaló és nincsenek hypokalaemiás tünetei, nem is igényel kezelést.
Enyhe hypokalaemia (>3.0 mmol/L) kezelhető szájon át adott kálium tartalmú (kálium-klorid, kálium-citrát) táplálék kiegészítővel (pl. Klor-Con, Sando-K, Slow-K). Mivel gyakran a nem kielégítő kálium bevitel a hypokalaemia oka, káliumdús élelmiszer fogyasztása ajánlott úgy, mint leveles zöldségek, gyümölcslevek, paradicsom, citrus levek, narancs vagy banán. Vízhajtók szedése esetén mind kálium táplálékkiegészítők, mind kálium pótló gyógyszerek szükségesek lehetnek (hypokalaemia okai, ld. fent).
Súlyos hypokalaemia (<3.0 mmol/L) intravénás (i.v. infúziós) ionpótlást igényelhet. Általában fiziológiás sóoldatot szokás használni, 20-40 mmol extra KCl literenkénti adagolásával 3–4 óra hosszan. Ennél gyorsabb kálium i.v. bejuttatása (20-25 mmol/óra) ventrikuláris tachycardiára hajlamosít, így fokozott odafigyelést igényel. Általában a biztonságos beviteli sebesség 10 mmol/óra. Még súlyosabb hypokalaemiás esetekben is a szájon át történő kálium pótlás ajánlott tekintettel a sokkal biztonságosabb jellegére. Az akut kezelési fázisban elhúzódó felszívódású (retard) készítmény alkalmazása nem javasolt.
Makacs vagy terápia rezisztens hypokalaemiás esetekben szükséges lehet kálium megtartó vizelethajtókra úgy, mint amiloride, triamterene, vagy spironolactone vagy eplerenone. Alacsony magnézium szint hypomagnesaemia gátolja a hypokalaemiás állapot rendeződését, mert a magnézium a kálium felvétel egyik kofaktora.
Intravénás káliumpótlás esetén az infúziót előnyösebb centralis vénakanül segítségével bejuttatni, mert így elkerülhető a perifériás i.v. kanül körül oly gyakran kialakuló égő fájdalomérzés, ill. néha a véna roncsolódása. Ha a perifériás beadás mindenképpen elkerülhetetlen, akkor az égő fájdalom csökkenthető úgy, hogy a káliumot több sóoldatban juttatjuk be, vagy minden 50 ml 10 mmol KCl tartalmú infúzióhoz 3 ml 1%-os Lidocaint adagolunk. A Lidocain kiegészítő alkalmazása azonban jelentősen megnöveli a súlyosabb orvosi műhibák kialakulásának a veszélyét.